# Ana Zaninović
Ana Zaninović (* 26. Juni 1987 in Split) ist eine kroatische Taekwondoin. Sie startet in der Gewichtsklasse bis 53 Kilogramm.
Zaninović bestritt ihre ersten internationalen Titelkämpfe im Erwachsenenbereich im Jahr 2005. Bei der Europameisterschaft in Riga und der Weltmeisterschaft in Madrid konnte sie jedoch nicht in den Kampf um die Medaillen eingreifen. Ihre erste Medaille errang sie schließlich bei der Weltmeisterschaft 2007 in Peking, sie verlor erst im Finale gegen Brigitte Yagüe und gewann Silber. Ihren sportlich bislang größten Erfolg feierte Zaninović bei der Weltmeisterschaft 2011 in Gyeongju. Mit einem Finalsieg über Lamyaa Bekkali errang sie ihren ersten WM-Titel. Mit Silber bei der Europameisterschaft 2012 in Manchester konnte sie auch ihre erste EM-Medaille erkämpfen, sie musste sich erst im Finale Hatice Kübra Yangın geschlagen geben.
Zaninović gewann im Jahr 2011 beim internationalen Olympiaqualifikationsturnier in Baku in der Gewichtsklasse bis 57 Kilogramm den entscheidenden Kampf um Platz drei gegen Mayu Hamada und qualifizierte sich für die Olympischen Spiele 2012 in London. Auch ihre Zwillingsschwester Lucija ist eine erfolgreiche Taekwondoin, sie konnte sich ebenfalls für die Olympischen Spiele 2012 qualifizieren.